# Set-top box

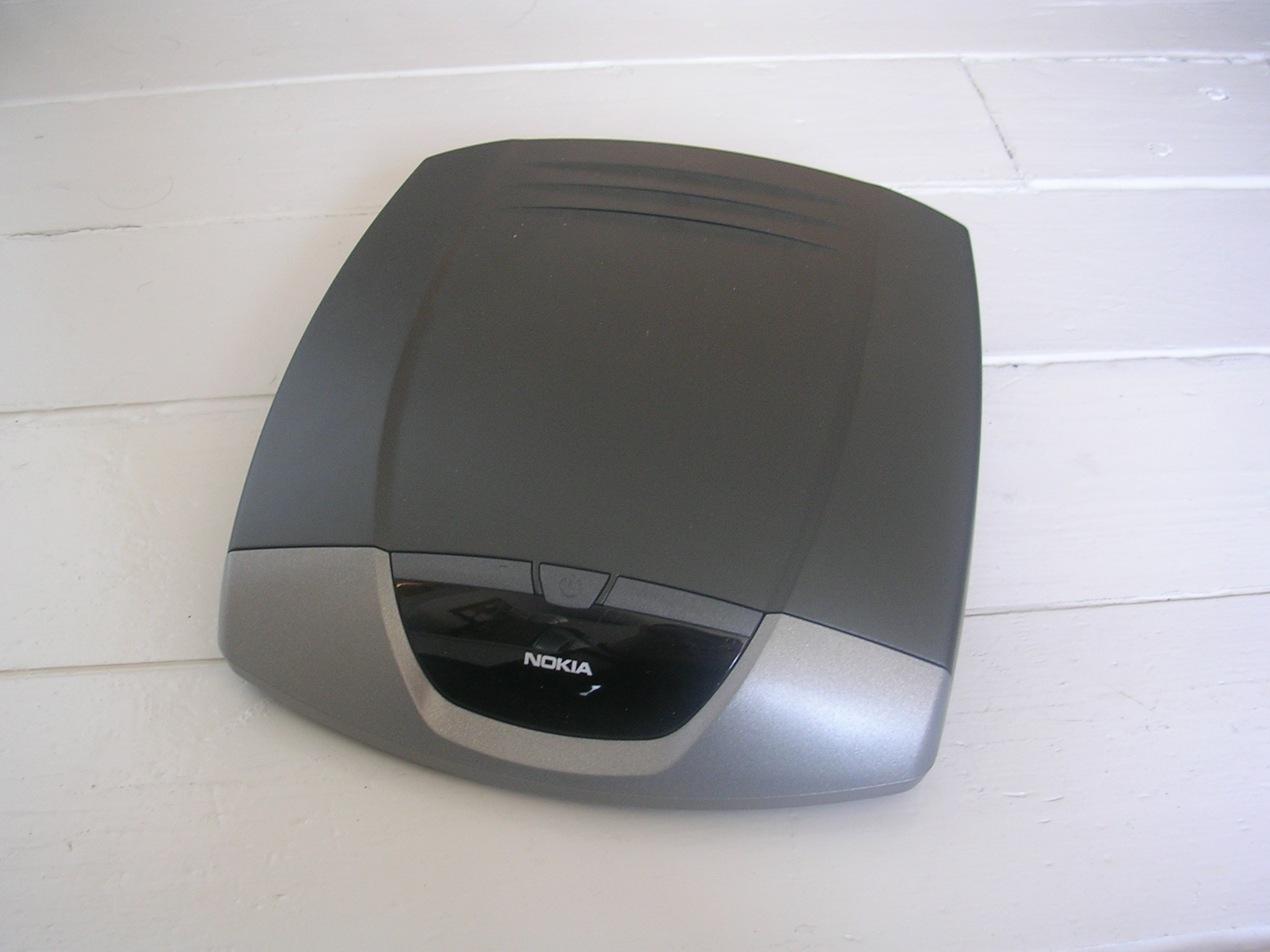
Un set-top box per la ricezione della televisione digitale

Il set-top box, noto anche con l'acronimo STB, è un tipo di apparecchio televisivo elettronico non portatile destinato ad aggiungere alcune funzioni televisive ad un televisore, un monitor, o un videoproiettore, inizialmente non previste in tali apparecchi elettronici.

## Descrizione

### Caratteristiche esteriori
Un set-top box si presenta come una scatola in metallo e/o plastica di dimensioni non superiori a quelle di un videoregistratore amatoriale. Sul lato posteriore presenta uno o più connettori audio/video per il collegamento con il dispositivo di visualizzazione delle immagini e di riproduzione del suono. Sempre sul pannello posteriore presenta una presa per l'alimentazione elettrica o direttamente il cavo elettrico da collegare alla presa di corrente. Sul lato anteriore può avere un display per visualizzare varie informazioni.
Se svolge la funzione di decriptazione del segnale criptato di una pay TV può presentare uno o più slot PCMCIA e/o uno o più lettori di smart card. Infine presenta un pulsante o, più raramente, un interruttore per l'accensione/spegnimento ed eventualmente altri pulsanti per la gestione di alcune funzioni del set-top box.
Normalmente il set-top box è dotato di telecomando con cui si gestiscono a distanza tutte le varie funzioni.
I dispositivi di tipo chiavetta USB o HDMI (ad esempio il Fire stick di Amazon) non sono considerati apparecchiature STB, pur svolgendo funzioni analoghe.

### Installazione
Il set-top box deve essere collegato al dispositivo di visualizzazione delle immagini e di riproduzione del suono per poter svolgere la sua funzione, per questo è dotato di connettore, o connettori (i connettori possono essere più di uno, dipende dal tipo di collegamento di cui il set-top box è stato dotato), audio/video. Attraverso l'apposito cavo, o gli appositi cavi, deve essere connesso con il dispositivo di visualizzazione delle immagini e di riproduzione del suono.
Alcuni set-top box dispongono di una connessione d'uscita chiamata uscita RF. Questo tipo di connessione è utilizzabile solo con i televisori e non con i monitor e i videoproiettori in quanto si tratta della connessione standard per ricevere la televisione terrestre o via cavo. Alla presa RF è sufficiente collegare un comune cavo d'antenna analogo a quello utilizzato per la televisione terrestre o via cavo. Utilizzando questo tipo di collegamento è possibile ricevere il flusso audio/video del set-top box sul televisore sintonizzandolo come un qualsiasi canale televisivo attraverso la consueta ricerca dei canali. Questa soluzione ha dei pro e dei contro. Nel caso si debba collegare al televisore più di un set-top box o anche altri tipi di dispositivi, come ad esempio un videoregistratore, sempre dotati di uscita RF si risparmia in numero di connessioni in quanto è sufficiente collegarli tutti in cascata collegando il primo all'antenna, o all'allacciamento della televisione via cavo, e l'ultimo al televisore. Tuttavia la qualità audio/video di questo tipo di collegamento è alquanto inferiore a quella degli altri tipi di connessione e il suo utilizzo può essere giustificato solo dalla non disponibilità degli altri tipi di connessione.
Il set-top box inoltre deve essere alimentato dalla corrente elettrica, quindi deve anche essere connesso alla rete elettrica attraverso l'apposito cavo di alimentazione.

### Funzionalità

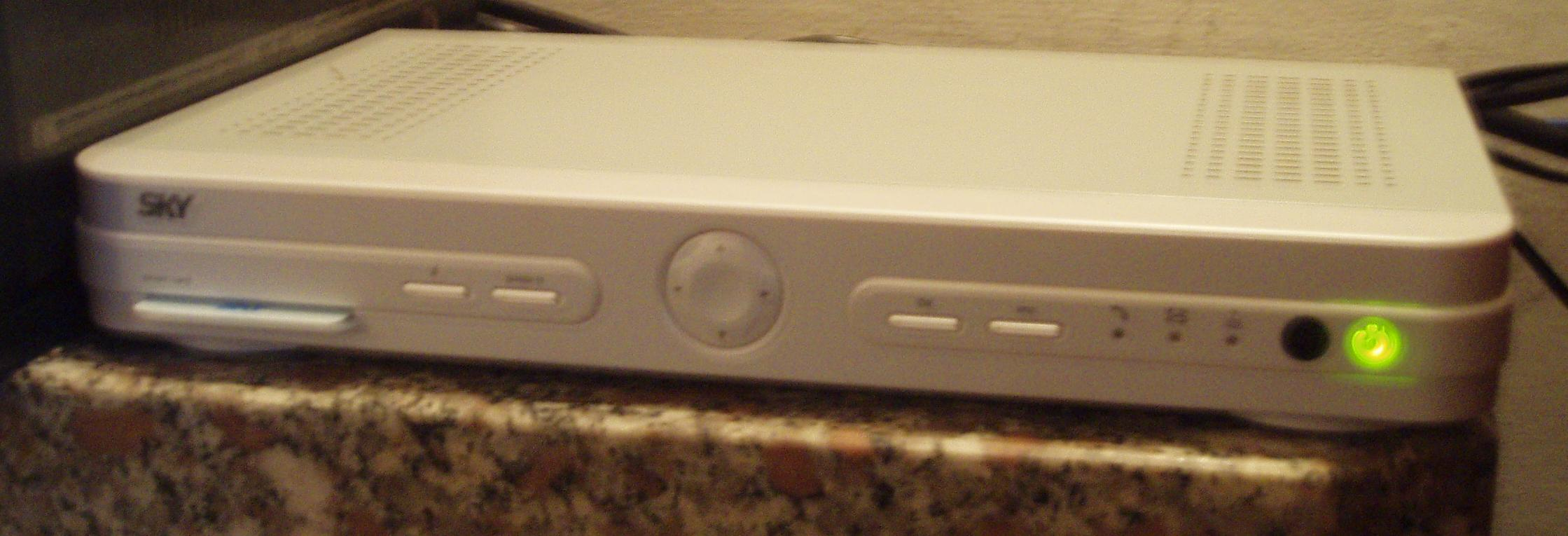
Un set-top box satellitare per la ricezione dei canali di Sky Italia

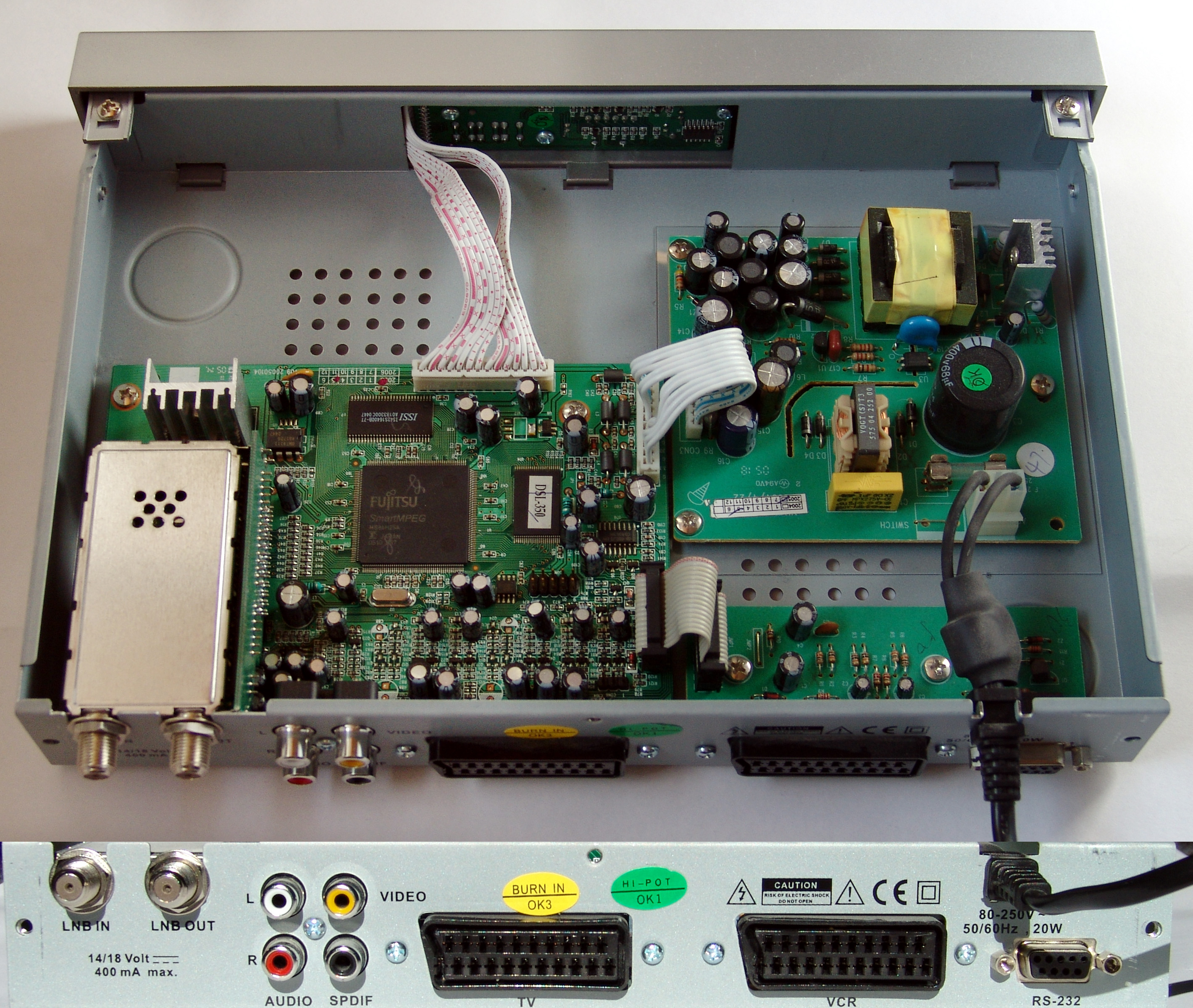
La composizione di un set-top box satellitare

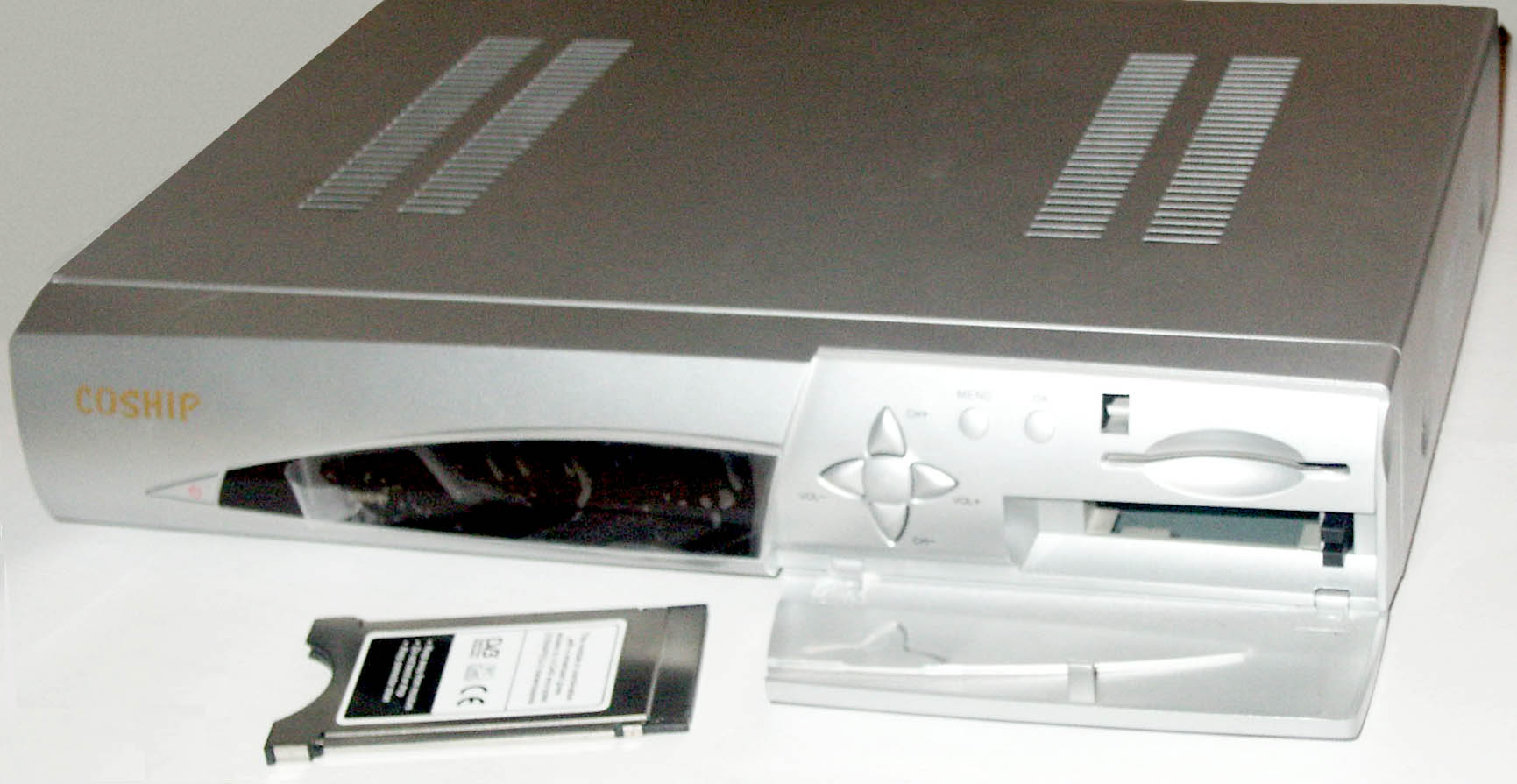
Ricevitore DVB-S con slot CAM

La funzionalità più comune offerta da un set-top box è la ricezione della televisione, quindi la compatibilità con uno o più standard televisivi. Solo saltuariamente il televisore è compatibile con standard televisivi come ad esempio quelli per la televisione satellitare. Per quanto riguarda invece il monitor e il videoproiettore, questi tipi di apparecchi elettronici non sono mai predisposti per ricevere il segnale televisivo: quindi, in abbinamento all'appropriato set-top box, possono svolgere la funzione di televisore.

### Approfondimento tecnico
Quando le trasmissioni televisive erano solo di tipo analogico tutto quello che serviva per visualizzarle sul proprio televisore era un semplice demodulatore che demodulava le trasmissioni ricevute. Con l'avvento della televisione digitale il set-top box è diventato più complesso in quanto all'interno della banda di frequenze occupata da una sola emittente televisiva analogica vengono trasmessi 4, 6 o anche 10 emittenti televisive digitali, tutte codificate all'interno dello stesso flusso di dati. L'IRD quindi, prima si occupa di estrarre da tale flusso di dati quello relativo ad una particolare emittente televisiva, dopodiché lo decodifica ed eventualmente, se è quello criptato di una pay TV, lo decripta.
Nel caso l'IRD sia un decoder interattivo esso consente l'interazione dell'utente con l'emittente televisiva utilizzando come canale di ritorno la linea telefonica. Grazie al modem integrato infatti i decoder interattivi permettono ad esempio di comunicare all'emittente gli estremi di pagamento per una particolare trasmissione in pay-per-view, oppure di effettuare un televoto o di consultare il proprio conto bancario.
Lo standard televisivo utilizzato in Italia per i servizi interattivi della televisione digitale terrestre è l'MHP, acronimo di Multimedia Home Platform ovvero "piattaforma multimediale domestica".
Quando un IRD è integrato all'interno del televisore si parla di iDTV (acronimo dell'inglese "integrated Digital TV set", in italiano "televisore con TV digitale integrata") perché in futuro i decoder non esisteranno più.

## Tipologia
Il set-top box si distingue in vari tipi:
- sintonizzatore televisivo, chiamato anche ricevitore televisivo o, se è implicito il contesto televisivo, anche semplicemente sintonizzatore (tuner), ricevitore

Questo apparecchio permette la fruizione della televisione analogica nelle forme (televisione analogica terrestre, televisione analogica via cavo e televisione analogica satellitare) fornendo la compatibilità con i corrispondenti standard televisivi. In particolare se il sintonizzatore televisivo è per la televisione analogica terrestre viene detto sintonizzatore terrestre, ricevitore terrestre, tuner terrestre; se il sintonizzatore televisivo è per la televisione analogica via cavo viene detto sintonizzatore via cavo, ricevitore via cavo, tuner via cavo; se il sintonizzatore televisivo è per la televisione analogica satellitare viene detto sintonizzatore satellitare, ricevitore satellitare, tuner satellitare. Questo tipo di set-top box è in via di estinzione in quanto la televisione analogica è destinata ad essere sostituita dalla televisione digitale.
- decoder

Questo tipo di set-top box permette la fruizione di alcune funzionalità opzionali della televisione analogica. La televisione analogica prevede infatti funzionalità opzionali non previste inizialmente dai suoi standard televisivi, funzionalità che sono state aggiunte nel corso degli anni. I decoder più comuni per la televisione analogica sono quelli per la pay TV e per il teletext. I primi permettono la ricezione di una pay TV (normalmente sono forniti dalla pay TV stessa), i secondi la ricezione del teletext. Anche questo tipo di set-top box, come la precedente, è in via di estinzione in quanto legata sempre alla televisione analogica. Le pay TV per la televisione analogica ad esempio sono ormai rimaste pochissime, quasi tutte sono già passate alla televisione digitale.
- decoder digitali terrestri (DDT). Questo tipo si divide in più categorie, eccone un elenco macroscopico:
  - decoder digitale terrestre per i canali in chiaro a definizione standard (SDTV);
  - decoder digitale terrestre per i canali in chiaro e supporto alta definizione (HDTV);
  - decoder digitale terrestre per i canali in chiaro con MHP (supporto alle schede Mediaset Premium, ecc.) a definizione standard (SDTV);
  - decoder digitale terrestre per i canali in chiaro con MHP e supporto alta definizione (HDTV).
- decoder digitali satellitari. Esistono così come per i DDT delle sottospecie:
  - decoder digitale satellitare per i canali in chiaro definizione standard;
  - decoder digitale satellitare per i canali in chiaro e supporto CI (Common Interface) per inserire schede di Sky o straniere a definizione standard;
  - decoder digitale satellitare per i canali in chiaro e supporto CI ad alta definizione (HD ready 720p);
  - decoder digitale satellitare per i canali in chiaro e supporto CI ad alta definizione (Full HD 1080p).
- decoder analogici satellitari ormai fuori produzione a causa della loro manifesta obsolescenza rispetto ai decoder digitali
- IRD (sigla dell'inglese "integrated receiver and decoder", in italiano "decoder e ricevitore integrati")

Il termine IRD non è mai diventato d'uso comune, al suo posto si sono diffusi i termini ricevitore televisivo e decoder televisivo, o anche, se è chiaro il contesto televisivo, semplicemente ricevitore e decoder. Un IRD permette la fruizione della televisione digitale in una o più dei suoi diversi tipi fornendo la compatibilità con i corrispondenti standard televisivi. In particolare se permette la fruizione della televisione digitale terrestre viene detto ricevitore terrestre o decoder terrestre, se permette la fruizione della televisione digitale via cavo viene detto ricevitore via cavo o decoder via cavo, se permette la fruizione della televisione digitale satellitare viene detto ricevitore satellitare o decoder satellitare. Inoltre se permette la sola fruizione della televisione gratuita non criptata, e non anche quella criptata della pay TV, viene detto ricevitore (o decoder) FTA. Infine se permette la sola fruizione delle emittenti televisive e non anche quella dei servizi interattivi viene detto ricevitore zapper o decoder zapper, o anche semplicemente zapper. Se invece, oltre alla fruizione delle emittenti televisive, permette anche la fruizione dei servizi interattivi viene detto ricevitore interattivo, decoder interattivo, box interattivo.
- PVR (sigla dell'inglese "personal video recorder", in italiano "videoregistratore personale").

Il PVR è un dispositivo elettronico per la videoregistrazione della televisione che esegue tale videoregistrazione su una memoria elettronica interna, normalmente un hard disk. Questo apparato si può trovare sia in un sintonizzatore televisivo per la televisione analogica che in un IRD per la televisione digitale. Il PVR rappresenta quindi una delle funzionalità televisive che può offrire un set-top box.